# Karl Christian Friedrich Krause
 Der er for få eller ingen kildehenvisninger i denne artikel, hvilket er et problem. Du kan hjælpe ved at angive troværdige kilder til de påstande, som fremføres i artiklen.

Karl Christian Friedrich Krause (født 6. maj 1781 i Eisenberg, død 27. september 1832 i München) var en tysk filosof.
Krause var en spekulativ, romantisk filosof. Hans lære, der kaldes panenteisme, går i modsætning til panteismen, der lader Gud og verden falde sammen, ud på, at Gud har verden i sig. Hans frisindede retsfilosofi har spillet nogen rolle også uden for Tyskland (navnlig i Belgien og Spanien).